# Cave (przedsiębiorstwo)
Cave Interactive, także jako Cave – japońska firma produkująca gry komputerowe na automaty oraz konsole (w 2015 roku zapowiedziano konwersje również na PC). Cave założył Tsuneki Ikeda oraz inni dawni pracownicy Toaplanu, jak po upadku tejże firmy. Cave jest jednym z najbardziej aktywnych twórców gier typu shoot'em up, w 2010 roku odnotowane zostało to w Księdze rekordów Guinnessa.

## Gry arcade
- DonPachi
- DoDonPachi
- Steep Slope Sliders
- ESP Ra.De.
- Uo Poko
- Dangun Feveron / Fever S.O.S.
- Guwange
- Progear: Storm of Progear
- DoDonPachi DaiOuJou
- Ketsui: Kizuna Jigoku Tachi
- Espgaluda
- Mushihimesama
- Ibara
- Puzzle! Mushihimetama
- Espgaluda II
- Ibara Kuro: Black Label
- Pink Sweets: Ibara Sorekara
- Mushihimesama Futari
- Muchi Muchi Pork!
- Deathsmiles
- DoDonPachi DaiFukkatsu
- Omatsuri Yasan: Kingyo Sukui
- Omatsuri Yasan: Ganso Takoyaki
- Deathsmiles II: Makai no Merry Christmas
- Akai Katana
- DoDonPachi SaiDaiOuJou